# Loubens-Lauragais
Loubens-Lauragais – miejscowość i gmina we Francji, w regionie Oksytania, w departamencie Górna Garonna.
Według danych na rok 1990 gminę zamieszkiwało 248 osób, a gęstość zaludnienia wynosiła 38 osób/km² (wśród 3020 gmin regionu Midi-Pireneje Loubens-Lauragais plasuje się na 815. miejscu pod względem liczby ludności, natomiast pod względem powierzchni na miejscu 1364.).